# Nicolás I de Mecklemburgo
Nicolás I, señor de Mecklemburgo (también conocido como Niklot I; antes de 1164 - 25 de mayo de 1200, cerca de Waschow, hoy parte de Wittendörp), fue el gobernante señor de Mecklemburgo desde 1178 hasta su muerte. Era el hijo de Vertislao, señor de Rostock y príncipe de los abodritas.
Luchó junto con los daneses y Federico I contra Enrique el León. Entre 1183 y 1185, luchó en una guerra contra su primo Enrique Borwin I. Nicolás recibió apoyo de los daneses; Enrique Borwin I no recibió apoyo externo. El rey Canuto VI de Dinamarca se dio cuenta de esta falta de apoyo y usó la oportunidad de fortalecer su posición en la costa del mar Báltico. En 1185, Nicolás I y Enrique Borwin I tuvieron que aceptar a Canuto VI como su señor feudal. A cambio, Canuto enfeudó a Nicolás I con el Señorío de Rostock.
El 25 de mayo de 1200, Nicolás I y Enrique Borwin lucharon en la batalla de Waschow, como parte de una guerra contra el conde Adolfo III de Holstein. Ganó el lado de Mecklemburgo, y aseguró la zona que es hoy el suroeste de Mecklemburgo. Sin embargo, Nicolás I cayó en esta batalla.